# Sió
A Sió vagy Sió csatorna jelentős folyó a Dunántúlon. Hossza 120,8 km. Eredetileg természetes vízfolyás, ma a Balaton vízszintjének szabályozását biztosítja és összeköttetést teremt a Balaton és Európa víziút rendszere között.
A pécsi püspökség alapítólevelében 1009-ben Ozora néven szerepel.

## Földrajz
A Sió csatorna a siófoki kikötőnél ágazik ki a Balatonból, majd 120,8 km hosszan folyik tovább a Mezőföld délnyugati pereme, a Külső-Somogy és a Tolnai-Hegyhát határán, végül Szekszárdtól északra, a Gemenci erdőnél éri a Dunát, annak 1497,1-es folyamkilométerénél. A meder esése átlagosan 14,5 cm kilométerenként, szélessége 20 és 30 méter, mélysége 0 és 8,8 méter között váltakozik. A víz sebessége, függően a siófoki vízeresztéstől és a Duna visszaduzzasztó hatásától, 0,5–4 km/óra lehet.
A Sárvíz folyó Sióagárdnál, a Kapos pedig Tolnanémedinél torkollik a Sióba.
A csatorna vízállása nem egyenletes. Felső folyásában jelentősebb vízmennyiség csak akkor lehetséges, amikor Siófoknál a zsilip nyitva van és a Balatonból vízleeresztés történik. Az alsó folyása főleg a Kapos folyó vízhozamától függ.

## Története
A Sió csatorna kiépítését a tótól néhány km-re délkeletre lévő Kapos folyóhoz már a rómaiak elkezdték, célja a vízgyűjtő területén összegyűlt felszíni vizek levezetése volt.
Galerius császár i. sz. 292-ben hatalmas erdők kiirtásával ásatta ki a Sió ősét, amely a Balatont köti össze a Dunával, valamint zsilipet építtetett.
A régebbi kutatók arról számoltak be, hogy a Sió balatoni kitorkollása még a rómaiak idejében mesterséges úton, egy zsilippel vezette le a tó magas vizeit. Virág Árpád minden lehetséges történeti forrásmunkát, régészeti eredményt újra mérlegre téve cáfolta a római zsilip létét, bizonyítván, hogy a Sió-patak az elmúlt évezredben, a siófoki zsilip megépítéséig csak természetes vízfolyásként vett részt a balatoni vízforgalomban. A Balaton vízállás-változásai a történelem folyamán elég tág határok között mozogtak. A 18. század második felében kezdődtek az első lépések a tó és környékének mezőgazdasági, hajózási (víziszállítási) hasznosítása érdekében. Mária Terézia uralkodása alatt Krieger Sámuel térképész, kamarai mérnök, akinek a Balaton első, pontos térképét köszönhetjük, – javaslatot tett a tó és mocsarai részleges lecsapolására. Terve nem csupán a tavat érintette, hanem összefüggést teremtett a Sárvíz-, Sió- és a Kapos folyók szabályozási munkálatai között.

Krieger Sámuel Balaton-térképe „a legbecsesebb műszaki emlékeink közé tartozik”, amely elsőként ábrázolta valósághűen és részletesen a tavat 1776-ban (MNL Zala Megyei Levéltára XV.3.b. T 001)

Virág Árpád A Sió és a Balaton közös története (1055-2005) című művében gondos kutatómunkával számba vette a 18–19. század Balaton térképeit. A térképtörténeti kutatásai eredményeképpen rendet teremtett az eredeti mappák és különféle célú egykorú, vagy későbbi másolataik tekintetében.
A magyar reformkorban már más elképzelések születtek a Balaton hasznosítására. A mezőgazdaság extenzív fejlesztésével kapcsolatos földbirtokosi érdekek a Sárvíz, Kapos és legfőképp a Sió szabályozását eredményezték. Kimagasló szerepet játszott a sárvízi tervek megvalósításában Beszédes József, a Sárvízi Csatorna Társulat igazgató főmérnöke, aki az 1827. évi XXXIII. tc. alapján vetett papírra elképzeléseket az érintett folyók és a Balaton vízviszonyainak rendezésére.
A Siót Ozorától a Kaposig a közbirtokosok 1821-től 1835-ig szabályoztatták, aminek következtében a Balaton vize mintegy 1 méterrel apadt. 1862-ben új szabályzati munkálatok kezdődtek gróf Zichy Ferenc királyi biztos vezetése alatt, ekkor a Sió csatornázását Ozorától felfelé a Balatonig folytatták, a tó kifolyását elzáró töltést 1863. október 23-án elbontották, s ennek következtében a Balaton víztükre az 1862 decemberben megfigyelt legkisebb vízálláson alul még 0.95 méterrel alászállt, és mintegy „90 000 magyar holdnyi terület száríttatott ki, egyszersmind a vasút is biztosíttatott a tavaszi jégtorlások és kiöntések ellen.”
A 19. század közepétől ismét új, addig számításba sem vett előnyöket kínált a Balaton a partjait felkereső utazóknak és kikapcsolódni vágyó helybéli társaiknak. Lassan megindult a tavon a gőzhajó forgalom, a déli parton pedig 1858-1861 között megépült a Déli Vasút sínpárja.
A két erős érdekérvényesítő csoportosulás, a vasúttársaság és a birtokosok ekkor összefogtak. A Balaton vízállásának szabályozása számukra létkérdéssé vált.
1891-ben helyezték üzembe az első betonnal falazott zsilipet a Sió csatornán. 1908-ban kezdődött a csatorna első bővítése, amely 1936-ban fejeződött be. A siófoki zsilip megépülésével állandósult a vita is. Mikor és mennyi vizet kell ereszteni, s vajon a zsilip (és ezzel összefüggésben a Sió) méretei megfelelőek-e az igényeknek. A mezőgazdasági és közlekedési érdekek mellett hamarosan megjelentek a turizmus igényei is. 1893-ban Cholnoky Jenő a Vízépítési Igazgatóság Vízrajzi Osztályának pontos mérései alapján a tó közepes mélységét három méternek számította ki. Lóczy Lajos geológus, „a Balaton tudósa”, az 1910-es években így írt a A Balaton földrajzi és társadalmi állapotainak leírása című művében a zsilipkezelés korabeli rendellenességeiről és anomáliáiról: „Az 1866. évi nagy leapadás idején sivatagszerű jelenségek mutatkoztak a délipart homokterületein; a berkek kiszáradtak, futóhomok sivított végig rajtuk. A közönség a szabályozást vádolta és szállómondása lett: „lopják a Balatont". Ennek ellenében 1879-ben annyira megáradt a tó, a zsilipkezeléshez fűzött reményeket meghiúsítva, hogy a víz 1 *93 m-es magasságával elöntötte a partokat. Siófokon, Balatonfüreden vízalatt állott a parti móló és a sétatér. „Kiöntenek bennünket, mint az ürgét*, „puskaport a zsilipnek, efféleképen szólt a haragos közvélemény. Nemcsak a hosszabb időközi nagy ingadozások, hanem ugyanazon évnek vízállása a Balaton két végén ellentétes kívánságokat támasztottak a tó vizének szabályozására nézve.”
A második világháborút követően 1947. szeptember 22-én a Sió-meder újabb bővítésének befejezésekor megkezdődött a vízszint szabályozása. 1947. április 10-én 155 centiméter volt a Balaton legmagasabb vízszintje, ami két évvel később 1949. november 2-án már csak 22 centiméter volt.
A Dunával való összeköttetésre szolgáló Sió-csatorna megnyitása óta a Balaton vízszintjét egyensúlyban tarthatónak tartják a vízügyi szakemberek. Azonban volt már példa 243 centiméter ingadozásra is a legmagasabb és legalacsonyabb vízállású időszakok között.
A Balaton stabil vízszintjét az utoljára 1976-ban felújított siófoki zsiliprendszer révén mesterségesen szabályozzák az Adria felett számított 104,5 méter középvízállásra. Ekkoriban épült Bogyiszlótól délre a Keselyűsi torkolati zsilip.
2016-ban a Balaton nyári üzemi vízszintjét 10 centiméterrel kísérleti jelleggel megemelték, 2018-ban pedig a szabályozási vízszint-maximumát 110-ről 120 centiméterre emelték. A lépés a 107,5 km hosszú szakaszon szabályozott és 100 cm-es állandó vízszintre kiépített partvédőmű rendszer rekonstrukcióján túl számos egyéb vízügyi beavatkozás elvégzését indokolja. A vízszint ingadozásának elkerülése érdekében a szakemberek a tómederben történő tározás növelésére törekednek.
2020-ban kezdődött tartott a siófoki vízleeresztő műtárgy és a hajózsilip felújítása mellett a Balatonkilitinél tervezett új mederduzzasztó zsilip építése. A két projekt célkitűzése a csatorna rekonstrukciója, továbbá hosszú távon a Balaton vízgazdálkodásának hozzáigazítása a klímaváltozás hatására drasztikusan megváltozott időjárási körülményekhez. 2023 júniusára elkészült a kiliti zsilip. Az új műtárgyat a Balatoni Hajózási Zrt. félkész hajóinak felengedésével üzemelték be. 2024 áprilisában pedig átadták a siófoki kikötői zsilipet.

## Települések a csatorna mentén

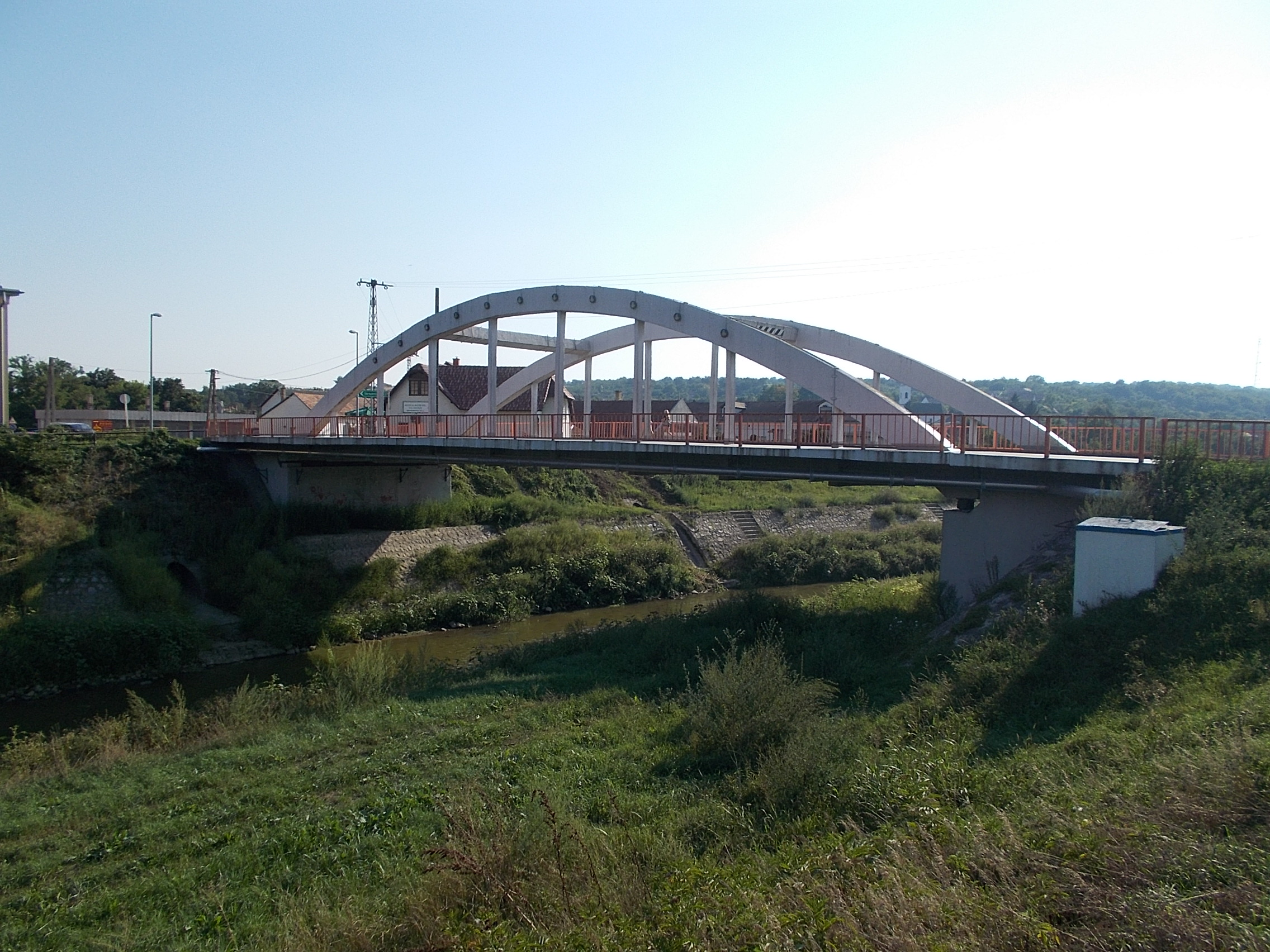
Közúti híd Simontornyán

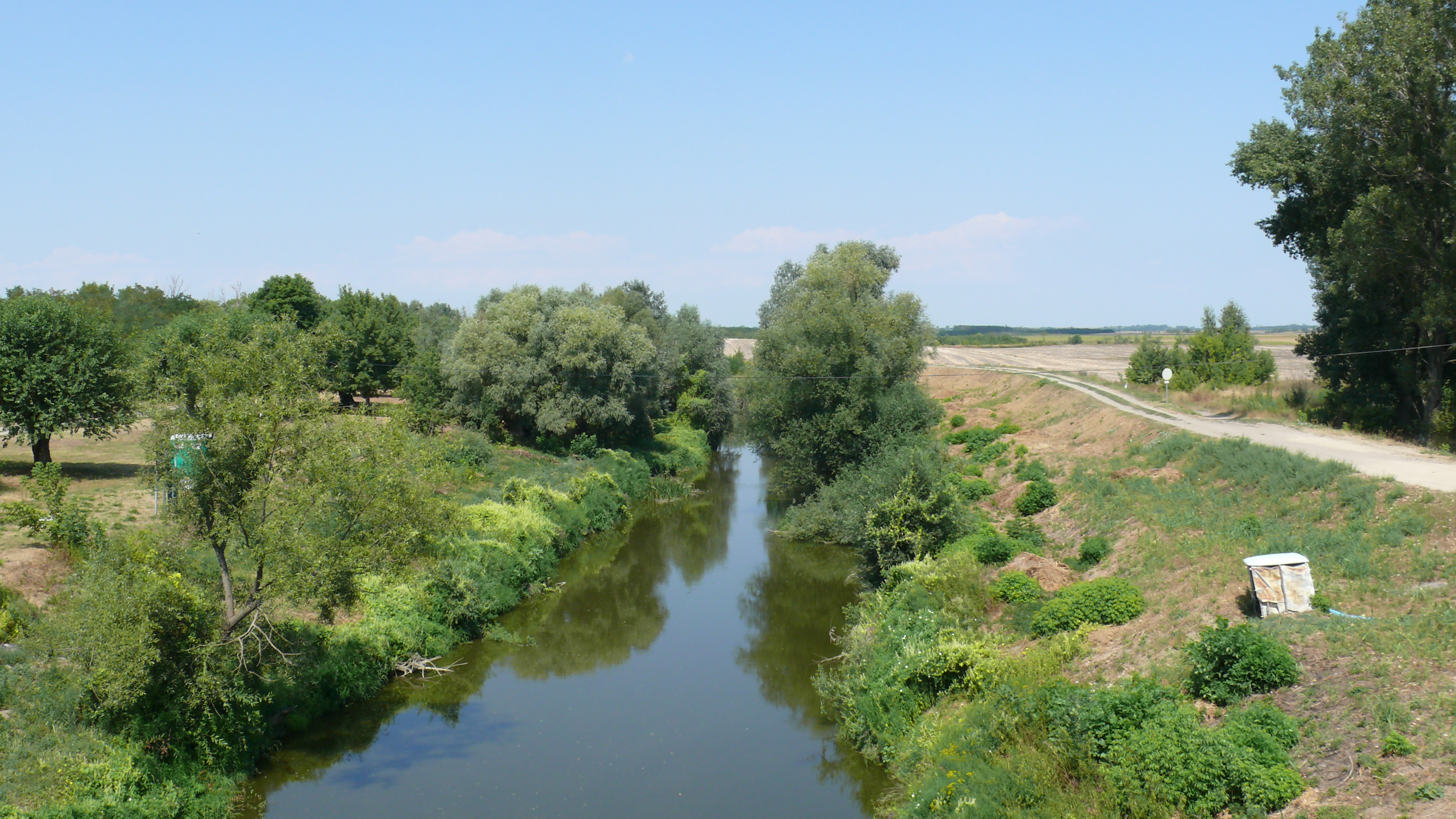
A Sió Pálfánál

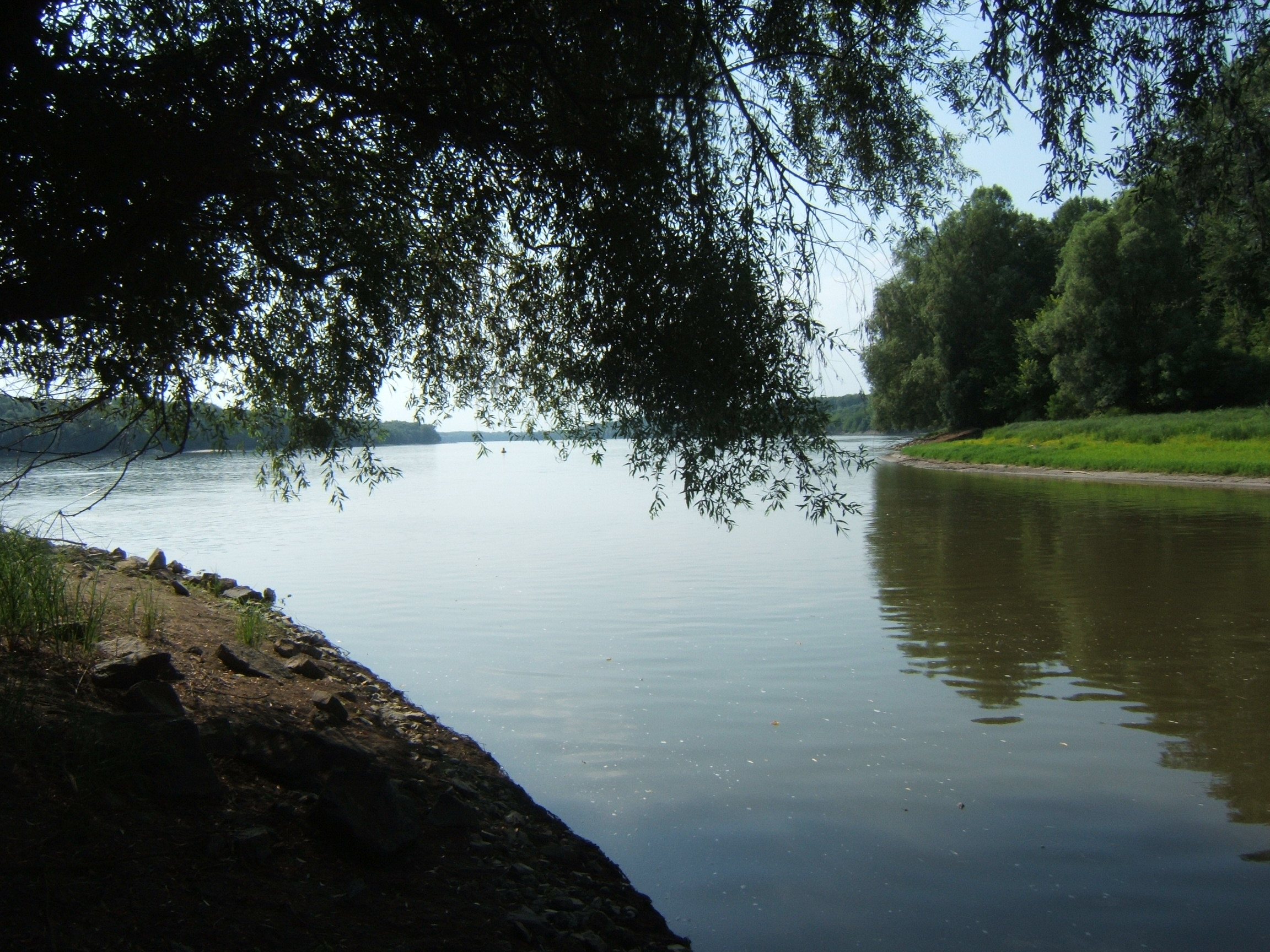
A Sió dunai torkolata Bogyiszló külterületén, a Bóni-foknál

- Siófok
- Balatonkiliti
- Balatonszabadi
- Siójut
- Szabadhídvég
- Mezőkomárom
- Felsőnyék
- Ozora
- Simontornya
- Pálfa
- Sárszentlőrinc
- Kölesd
- Medina
- Harc
- Sióagárd
- Szekszárd
- Bogyiszló